# Pierre-Nicolas Chantreau
Pierre-Nicolas Chantreau (1741-1808) fue gramático, historiador y polígrafo de Francia.

## Biografía
Chantreau nacido en París, vino a España muy joven y permaneció en ella veinte años, durante los cuales compuso su gramática española y francesa, y por esta obra mereció ser admitido como socio en la Real Academia de Bellas Artes de San Fernando.
Chantreau retornó a Francia en 1782 y en 1792 el gobierno francés le encomendó una comisión secreta para asegurarse de las resoluciones de Cataluña tocante a la Revolución francesa.
Cuando se constituyeron las escuelas centrales fue designado profesor de historia en el departamento de Gers, y llamado entonces a la escuela militar que se hallaba entonces en Fontainebleau, y por último después de haber despuntando con el mayor fulgor en cuantos cargos se le confiaron, murió en 25 de octubre de 1808.

## Obras
- Arte de hablar bien en francés o gramática completa, 1781.
- Viaje hecho en 1788 y 1789 a los tres reinos de Inglaterra, Escocia e Irlanda, 1792, tres tomos en 6.º
- Cartas escritas desde Barcelona a un hombre muy amante de la libertad que viaja por Alemania,..., 1792, en 8.º.
- Viaje filosófico, político y literario hecho a Rusia en los años 1788 y 1789 traducido del holandés con adiciones, 1794, dos tomos en 8.º
- Tablas cronológicas publicadas en inglés por Jahn Blair,..., 1795 en 4.º
- Ensayo didáctico sobre la forma que deben tener los libros elementales hechos para las escuelas nacionales, 1795, e 8.º
- Sistema analítico de las nociones que es preciso adquirir para conocer completamente la historia de una nación y el plan que se ha seguir para escribirla, 1799, en 12.º
- Tabla analítica y razonada de las materias contenidas en las obras de Voltaire, 1801, dos tomos en 8.º
- Diccionario nacional y anecdótico para la completa inteligencia de las voces con que se ha enriquecido la lengua francesa, 1790, en 8.º
- Ciencia de la historia, 1806, tres tomos en 4.º
- Mapa mundi cronográfico,..., 1804, en 8.º
- Historia de Francia, 1808, dos tomos en 8.º.